# جي تسونغكهابا
جي تسونغكهابا (بالتبتية: ཙོང་ཁ་པ།)‏، (بالروسية: Цонкапа)، (بالمنغولية: Зонхов)‏، (بالقلميقية: Зунква)، (بالبورياتية: Зонхобо/Зонхаба)، (بالتوفانية: Зоңгава)، هو معلم وفقيه في مذهب البوذية التبتية عاش في الفترة بين 1357–1419، ويعني اسمه الرجل من تسونغكها، الواقعة في منطقة هايدونغ Haidong. يعرف جي تسونغكهابا بأنه مؤسس مدرسة غيلوغ البوذية التبتية.
وصف تسونغكهابا بأطروحتيه الرئيسيتين لام ريم تشن مو lam rim chen mo ونغانغ ريم تشن مو sngags rim chen mo طرق مذهب غيلوغ على نهج سوترا وتنترا.

## اقرأ أيضاً
- غيلوغ
- بوذية تبتية

## روابط خارجية
- جي تسونغكهابا على موقع الموسوعة البريطانية (الإنجليزية)